# アウトルック (ラジオ番組)
『アウトルック』(Outlook) は、世界各地のヒューマンインタレスト的話題を取り上げる、BBCワールドサービスのラジオ番組。放送時間は、グリニッジ標準時 (GMT) で月曜日から木曜日までの毎日12時06分から12時59分までである。内容を編集、圧縮した『アウトルック・ウィークエンド』(Outlook Weekend) は、GMTで土曜日の10時06分から10時29分に放送されている。放送開始は1966年7月4日で、当初は正統的な論評番組 (magazine programme) であり、ジョン・ティドマーシュが30年以上にわたってプレゼンターを務めた。その後は、魅力的な内容を発掘する番組として定評を得ている。1987年にベイルートでイスラム過激派に拉致されたテリー・ウェイトは、この番組を聴取することが大きな慰めであったと述べている。この番組は、様々な種類の腐敗事件を好んで取り上げており、BBCの他のラジオ番組と並んで、その質の高い制作力が広く知られている 。
初代のプレゼンターは、BBCの従軍記者だったボブ・リード (Bob Reid) と、ジョン・ティドマーシュ、コリン・ハミルトン (Colin Hamilton) であった。その後にレギュラーとしてプレゼンターを務めた人々の中には、ジョン・マッカーシー}、バーバラ・マイヤーズ (Barbara Myers)、ジョン・ウェイト、マイク・ブレン、ジャネット・トレウィン (Janet Trewin)、フランク・パートリッジ (Frank Partridge)、キャロライン・ワイアット、フレデリック・ダヴ (Frederick Dove)（1997年から2008年にかけて）、ヘザー・ペイトン (Heather Payton)、ジョージ・アーニー、ルーシー・アッシュ (Lucy Ash)、ラジャン・ダタール (Rajan Datar)、マシュー・バニスター（2008年から2018年にかけて）であった。現在は、ジョー・フィジン (Jo Fidgen) とエミリー・ウェッブ (Emily Webb) が、ロンドンのBBCブロードキャスティング・ハウスから放送をおこなっている。
1970年代、1980年代を通して、シド・デイルが作曲した「The Hellraisers」が、番組テーマ曲として使用されていた。